# اوبرکونرسدورف
اوبرکونرسدورف (به آلمانی: Obercunnersdorf) یک منطقهٔ مسکونی در آلمان است که در کوتمار (مونیکیپالیتی) واقع شده‌است. اوبرکونرسدورف ۲٬۰۲۹ نفر جمعیت دارد.

## خواهرخوانده
شهر Deggingen خواهرخواندهٔ اوبرکونرسدورف هست.